# Steinkiste von Nicholaston
Die Steinkiste von Nicholaston liegt nördlich der A4118 (Straße), nordwestlich der St Nicholas Church im Westen der Gower-Halbinsel in West Glamorgan in Wales. 
Die kleine Steinkiste misst 1,2 m mal 0,9 m. Alle sechs erhaltenen Tragsteine sind ebenfalls sehr klein. Zwei vorgesetzte Portalsteine bilden im Nordosten einen schmalen gepflasterten Zugang. Die Nordost-Südwest orientierte Kiste hat ein Bodenpflaster und wird von zwei kleinen Decksteinen bedeckt. Ein seitlich verlagerter Stein könnte der Verschlussstein gewesen sein.
Die 1940 ausgegrabene Steinkiste liegt im Zentrum eines überwucherten 37 m langen, 20 m breiten und bis zu 1,2 m hohen Hügels. Im Auffindungsjahr 1939 zeigte sich der von großen Randsteinen gefasste Hügel als weitgehend aus Torf bestehend. Es gab keine Hinweise auf einen Gang, der durch den Hügel zur Kiste führte. Die Bauweise (mit Zugang) hätte im nordischen Steinkistengebiet dazu geführt, dass die Anlage als Grabkiste eingestuft worden wäre.   